# Die beste Zeit im Jahr ist mein

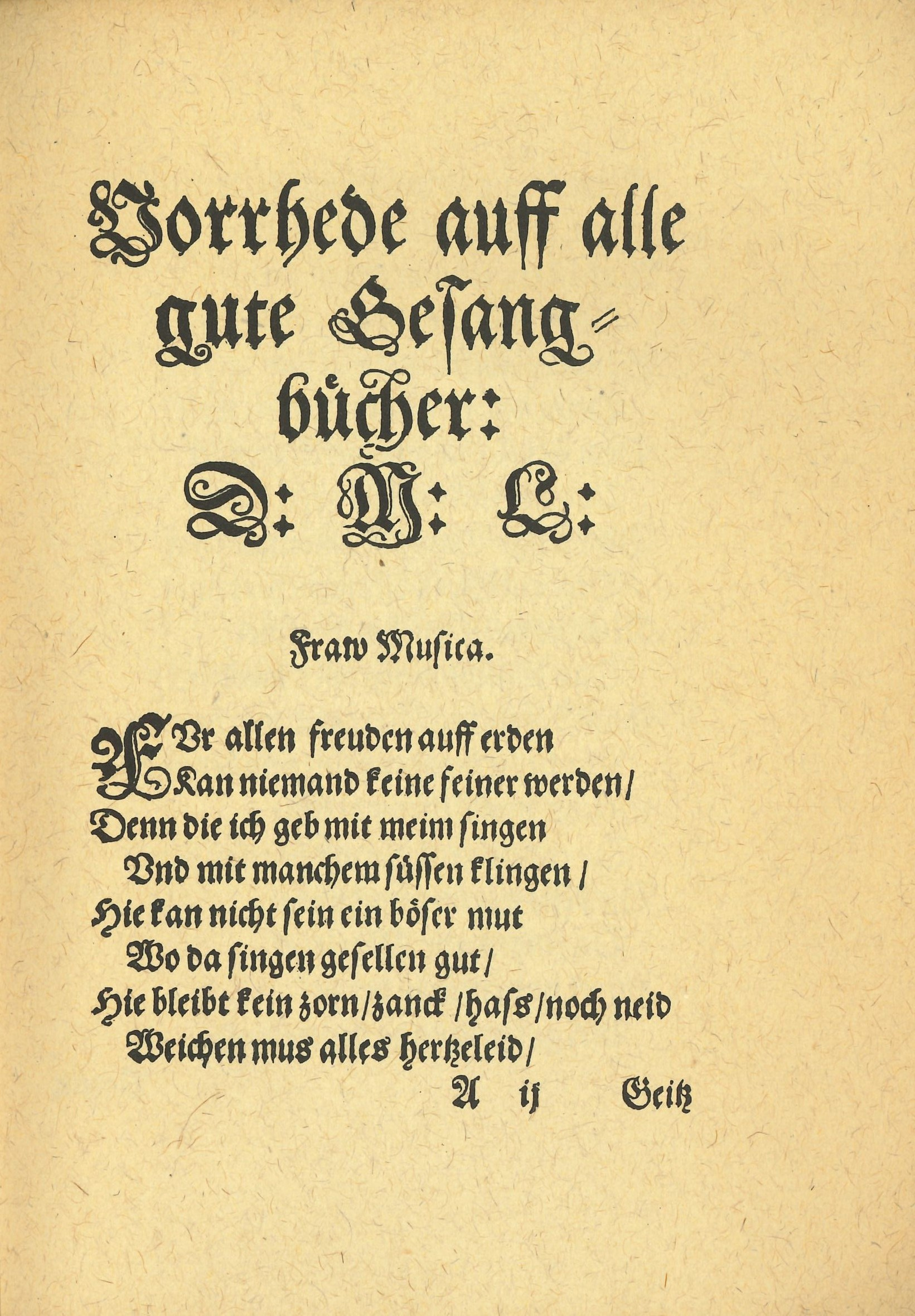
Erste Seite von Luthers Vorwort zur Publikation Lob vnd preis der loblichen Kunst Musica von Johann Walter, das später zu dem Lied Die beste Zeit im Jahr ist mein vertont wurde

Die beste Zeit im Jahr ist mein ist ein evangelisches geistliches Lied zum Lob der Musik als Gottesgabe. Der Text umfasst die letzten 16 Zeilen eines 40-zeiligen Gedichts von Martin Luther an „Frau Musika“. Thema ist zunächst der Nutzen und die Schönheit der Musik, besonders des Singens, im weiteren Verlauf dann allgemeiner das Lob Gottes.
Das Lied wurde mit verschiedenen Melodien versehen. Mit der Melodie, die Karl Lütge 1917 von einer älteren Melodie ableitete, ist es im Evangelischen Gesangbuch enthalten (Nr. 319). In älteren Gesangbüchern war es nur in Regionalteilen vertreten.

## Entstehung

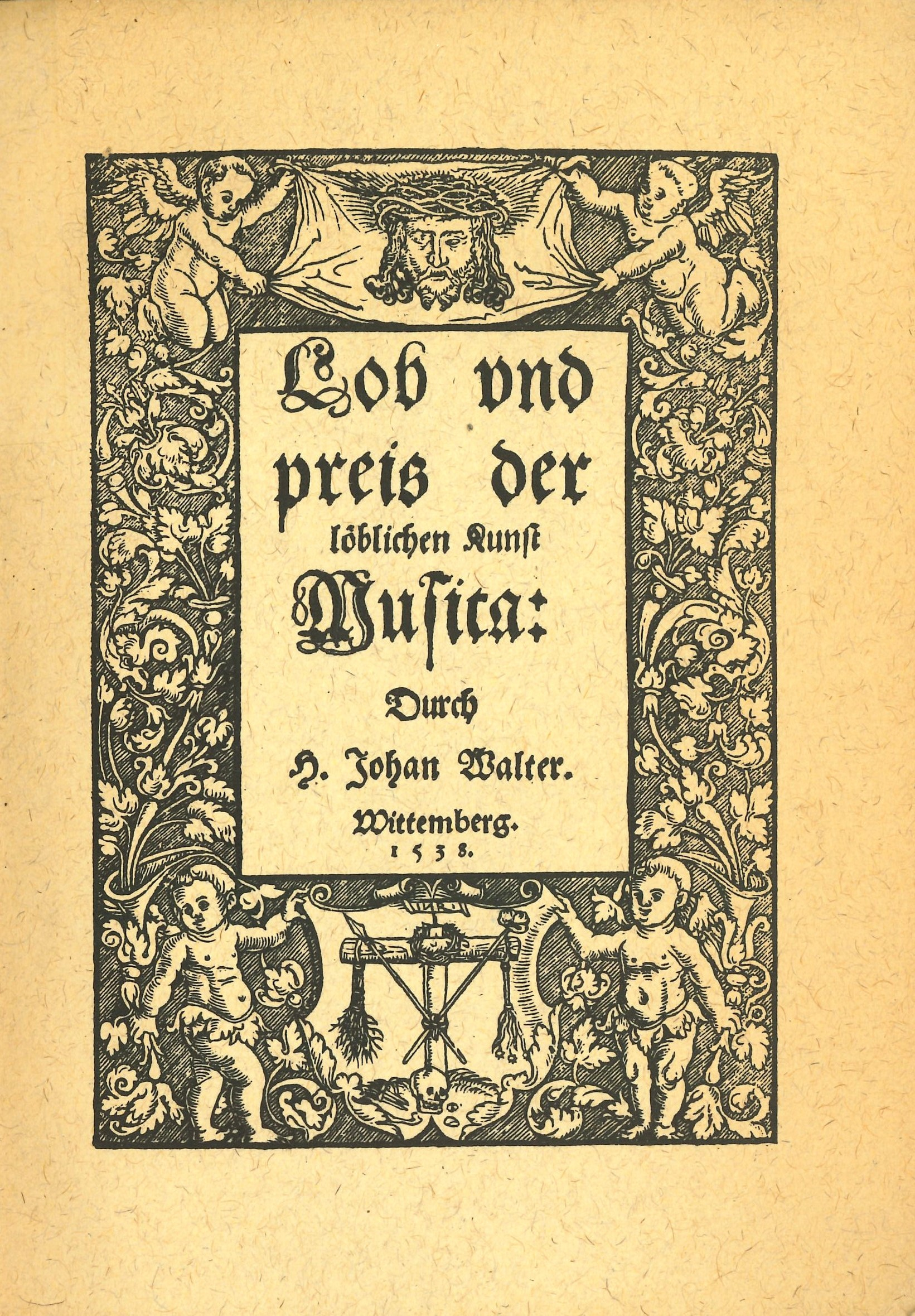
Titelblatt der 1538 erschienenen Publikation Lob vnd preis der loblichen Kunst Musica von Johann Walter

Der Text entstand als Vorwort der Veröffentlichung Lob vnd preis der loblichen Kunst Musica des Komponisten und Kantors Johann Walter, der einige Jahre zuvor auch das erste evangelische Chorgesangbuch publiziert hatte. Das Werk war ein Lobgedicht auf die Musik, in das die musiktheoretischen Ansichten Luthers und Walthers einflossen. Es war erstmals 1536 erschienen, damals aber noch ohne Luthers Beitrag. Zwei Jahre später, 1538, erfolgte dann ein neuer Druck des Textes durch den Verleger Georg Rhau. Vermutlich fand im Frühling dieses Jahres in Wittenberg ein Musikfest statt, für das Rhau zwei Sammlungen vierstimmiger Chorsätze und eben den Lob vnd preis der loblichen Kunst Musica publizierte. Im Rahmen dieser Zweitveröffentlichung verfasste Martin Luther als Einleitung das Lobgedicht der „Frau Musica“ auf sich selbst als Gelegenheitswerk. Der Reformator überschrieb sein Vorwort mit „Vorrede auf alle guten Gesangbücher“ und gab ihm den Untertitel „Frau Musica“. Die 1538 herausgegebene Fassung von Lob vnd preis der loblichen Kunst Musica ist heute noch in mehreren Drucken erhalten und wurde 1938 als Faksimiledruck neu publiziert. Auch in dem von Joseph Klug herausgegebenen Wittenberger Gesangbuch von 1543 wurde Luthers Gedicht abgedruckt.

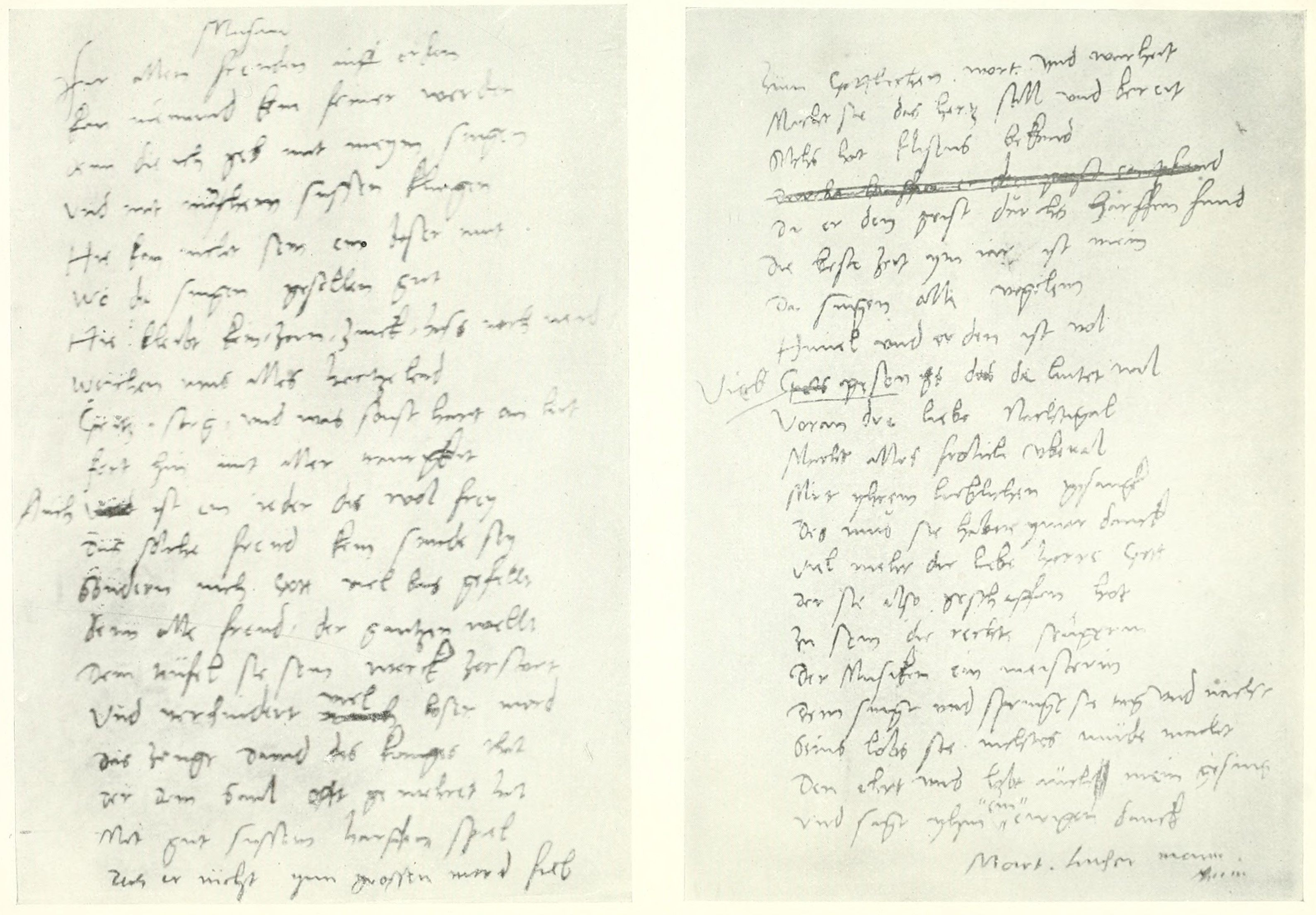
Autograph Martin Luthers mit dem Text des Gedichtes Musica

Es ist eine handschriftliche Version des Textes bekannt, die von Luther selbst stammt. Dieses Autograph ist nicht mit „Frau Musica“, sondern nur mit „Musica“ überschrieben und weist einige kleine sprachliche und orthographische Unterschiede zum Druck auf. Es wird vermutet, dass Luther den Text vor der Veröffentlichung selbst noch einmal Korrektur las und in diesem Rahmen die geringfügigen Änderungen zu seinem Urtext vornahm. Das Manuskript selber befand sich bereits kurze Zeit nach seiner Entstehung im Besitz eines Veit Dietrich, der es wohl von Luther selbst oder von dem Verleger Georg Rhau erhalten hatte. Dietrich klebte es in ein in seinem Besitz befindliches fünfbändiges Liederbuch aus Pergament ein, nämlich auf den vorderen Deckel des Bandes mit den Tenorstimmen. Die Bände gelangten dann später an das Stadtarchiv Nürnberg, aus dem sie zwischen 1820 und 1850 durch Veruntreuung verschwanden. Trotz intensiver Untersuchungen konnte Luthers Manuskript bis ins 20. Jahrhundert nicht wieder aufgefunden werden. Erst nach dem Tod des böhmischen Unternehmers Ernst Adler im Jahr 1938 kam es in dessen Nachlass wieder ans Licht.

## Aufbau und Inhalt
Das Gedicht umfasst 40 paarweise gereimte Zeilen ohne Strophenstruktur, eine übliche Erzählweise der Zeit. Der Text besteht – wie der Rest von Walters Veröffentlichung – aus vierhebigen Jamben, die bei streng akzentuiertem, metrisch korrektem Vortrag allerdings nicht immer völlig mit den eigentlichen Betonungen der Wörter übereinstimmen und daher teilweise ‚unsauber‘ klingen. Luther selbst maß den festen Regeln der Dichtung allerdings selbst keine besonders hohe Bedeutung zu.
Zu Beginn stellt sich Frau Musica vor. Die Personifikation der sieben freien Künste als weibliche Figuren war eine übliche mittelalterliche Praxis, die Luther übernahm. Frau Musica preist ihre Macht über „Zorn, Zank, Hass, Neid und Traurigkeit“ (Zeilen 7 und 10) und alle „Werke des Teufels“ (Zeile 15) und zeigt das an den biblischen Beispielen von Saul und David (1 Sam 16,14–23 , Zeilen 17–20) und Elischa (2 Kön 3,15 , Zeilen 21–24). Ab Zeile 12 („dass solche Freud kein Sünde sei“) steht das Gedicht allerdings in der dritten Person, grammatisches Subjekt ist also jetzt die Freude.
Erst mit Zeile 25 „Die beste Zeit“ wird die Ich-Rede der Frau Musica sprachlich wieder sichtbar. „Die beste Zeit im Jahr“, der Frühling, gehöre ihr, weil dann die Singvögel, vor allem als beste Sängerin die Nachtigall, zu hören sind, die für ein fröhliches, dem Schöpfer vertrauendes Leben stehen. Luther sagte in einer Predigt über die Bergpredigt: „Thut doch wie das vogelein, singt, seid frohlich und lasst die Sorge, lernet glauben.“ Das Singen und Springen der Nachtigall ist bereits Gotteslob, in das Frau Musica – und die Sänger des Liedes – einstimmen (Schlussverse). Aus diesen letzten Versen von Zeile 25 bis 40 wurde der Text für die Vertonung des Gedichtes entnommen; die 16 Zeilen sind dafür in vier Strophen eingeteilt worden. Durch den Wegfall des ersten Teils und des Titels fehlt dabei in der musikalischen Fassung die Bezugnahme auf die Personifikation der Musik, als deren Vortrag das Werk ja ursprünglich aufgebaut war. Der Ausspruch „Die beste Zeit im Jahr ist mein“ wird damit zu einer Feststellung des Singenden.
Der Text greift wesentliche Elemente der Musiktheorie Luthers auf, der den Wert des geistlichen Singens überaus hoch einstufte.

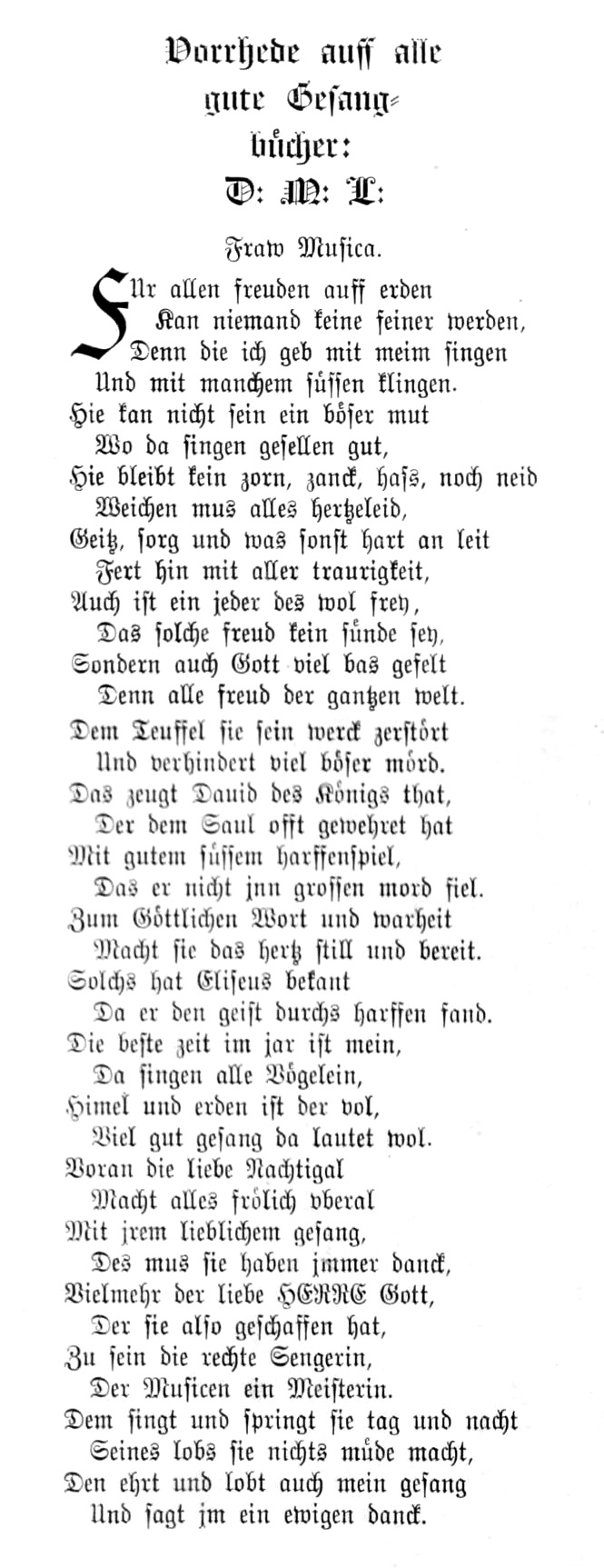
Der Text Vorrhede auff alle gute Gesangbücher. Fraw Musica von Martin Luther in der Weimarer Gesamtausgabe seiner Werke; darin die Schlussverse „Die beste zeit im jar ist mein“

## Text
Vor allen Freuden auf Erden

kann niemand keine feiner werden,

denn die ich geb mit meim Singen

und mit manchem süßen Klingen.

Hier kann nicht sein ein böser Mut,

wo da singen Gesellen gut,

hier bleibt kein Zorn, Zank, Hass noch Neid,

weichen muss alles Herzeleid,

Geiz, Sorg, und was sonst hart anleit,

fährt hin mit aller Traurigkeit,

auch ist ein jeder des wohl frei,

dass solche Freud kein Sünde sei,

sondern auch Gott viel bass gefällt

denn alle Freud der ganzen Welt.

Dem Teufel sie sein Werk zerstört

und verhindert viel böse Mord’.

Das zeugt David des Königs Tat,

der dem Saul oft gewehret hat

mit gutem, süßem Harfenspiel,

dass er nicht in großen Mord fiel.

Zum göttlichen Wort und Wahrheit

macht sie das Herz still und bereit.

Solchs hat Elisäus bekannt,

da er den Geist durchs Harfen fand.

Die beste Zeit im Jahr ist mein,

da singen alle Vögelein.

Himmel und Erden ist der voll,

viel gut Gesang, der lautet wohl.

Voran die liebe Nachtigall

macht alles fröhlich überall

mit ihrem lieblichen Gesang,

des muss sie haben immer Dank.

Vielmehr der liebe Herre Gott,

der sie also geschaffen hat,

zu sein die rechte Sängerin,

der Musika ein Meisterin.

Dem singt und springt sie Tag und Nacht,

seins Lobes sie nichts müde macht:

den ehrt und lobt auch mein Gesang

und sagt ihm einen ewgen Dank.

## Melodien und Bearbeitungen

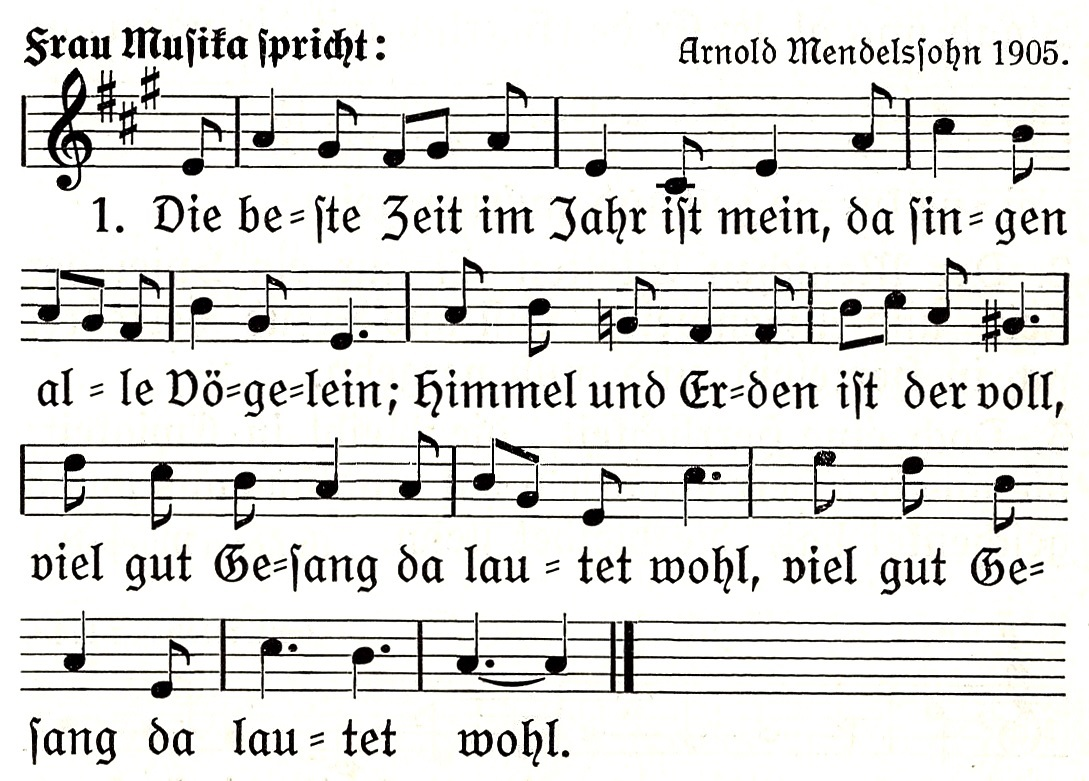
Vertonung von „Die beste Zeit im Jahr ist mein“ von Arnold Mendelssohn

### Frühe Bearbeitungen bis Anfang des 20. Jahrhunderts
Das Interesse, aus den 16 Schlusszeilen von Luthers gereimter Vorrede ein Lied zu machen, ist seit der zweiten Hälfte des 19. Jahrhunderts belegt. Zumeist handelte es sich nicht um Kirchenlieder im strengen Sinne, sondern um Volkslieder über die Musik oder die Natur.
Der Volksliedforscher Ludwig Erk veröffentlichte in den 1860er Jahren einen vierstimmigen Satz für Männerchor aus eigener Feder, in dem der Text der Melodie des Liedes Der Tag bricht an und zeiget sich von Melchior Vulpius (1609; ursprünglicher Text von Michael Weiße 1531) unterlegt ist. In der Folgezeit wurde auch Vulpius’ originaler Chorsatz vielfach mit Die beste Zeit unterlegt gedruckt, was häufig zu der falschen Annahme führte, Vulpius habe selber Luthers Text vertont. Auch in dem von Ludwig Erk und Franz Magnus Böhme herausgegebenen Deutschem Liederhort von 1894 findet sich der Textausschnitt, allerdings ohne Melodie.
Im Zuge der Jugendmusikbewegung zu Beginn des 20. Jahrhunderts fanden Liedfassungen zunehmende Verbreitung. Arnold Mendelssohn schuf 1905 eine Melodie im Dreiertakt, dazu einen vierstimmigen Satz. Mit ihr wurde das Lied unter die „geistlichen Volkslieder“ des Deutschen Evangelischen Gesangbuchs aufgenommen.

### Vertonung durch Karl Lütge (1917)
Zum Reformationsgedenkjahr 1917 wählte Karl Lütge für den Text ein Melodiemodell, das im 16. Jahrhundert in mehreren Varianten verbreitet war, und brachte es in die heute übliche Form. Als Vorlagen für die Melodie wählte er zum einen eine Fassung mit dem Text Sing heut und freu dich, Christenheit aus der zweiten Ausgabe des Gesangbuchs der Böhmischen Brüder von 1544, und zum anderen eine Fassung mit dem Text Wenn wir in höchsten Nöten sein aus der zweiten Ausgabe des Straßburger Gesangbuchs 1572. Lütges unmittelbare Vorlage war der Abdruck beider Melodien in dem 1889 erschienenen Sammelwerk von Johannes Zahn. Lütges eigene Zutat sind vor allem die freudigen Achtel-Melismen.
In der Fassung von Lütge erschien „Die beste Zeit im Jahr ist mein“ unter anderem in Otto Riethmüllers Liederbuch Ein neues Lied (1932). Bereits ab den 1920er Jahren erschien es in einigen Regionalteilen des Deutschen Evangelischen Gesangbuchs, ab 1950 wurde es in einige regionale Ausgaben des als dessen Nachfolger erarbeiteten Evangelischen Kirchengesangbuchs aufgenommen. Im aktuellen Evangelischen Gesangbuch, das in den 1990er Jahren eingeführt wurde, steht es als EG 319 erstmals im Hauptteil. Daneben erschien es in diversen anderen (Jugend-)Gesangbüchern und freikirchlichen Liederbüchern.

### Weitere Bearbeitungen
Chorsätze auf Karl Lütges Melodie schufen unter anderem Heinrich Poos, Martin Schlensog, Karl Marx, Heinrich Spitta, Georg Götsch, Hans Chemin-Petit, Hans Lang und Volker Wangenheim.
Einen auf Vulpius’ Melodie basierenden neuen Chorsatz schuf Walther Hensel.

## Rezeption während des Reformationsjubiläums 2017
Zum Reformationsjubiläum 2017 machte der Deutschlandfunk das Lied zum Titel einer Radionacht, die sich Luthers Liedern und daraus abgeleiteter Musik widmete. „Die beste Zeit im Jahr ist mein“ wurde in Sätzen von Ernst Pepping und Arnold Mendelssohn gesendet.